# BKChem
BKChem — вільна крос-платформна програма — 2D-хімічний редактор, написаний на Python'і, автор і розробник Беда Косата (англ. Beda Kosata), після його виходу з проекту — Рейніс Данне (англ. Reinis Danne). Використовується набір інструментів Tk завдяки Tkinter. Станом на кінець 2014 року розробку фактично зупинено.

## Основні характеристики
Малювання:
- Малювання молекул, зв'язок за зв'язком
- Прямі та вигнуті стрілки

Структуру спочатку намалювали в програмі BKChem
Перемалювали Inkscape для дотримання стандартів W3C

- Радикали, вільні електронні пари та заряди
- Зразки для малювання подібних структур (користувачі можуть створювати власні)
- Прості елементи векторної графіки використовуючи Sodipodi (попередник Inkscape)

Редагування:
- Необмежена кількість відмінів/повторів
- Вирівнювання, масштабування та обертання (2D і 3D)

Експорт до:
- SVG
- OpenOffice Draw
- PDF
- EPS (Інкапсульований Postscript)
- Molfile
- PNG (із довстановленим Pycairo [Архівовано 26 грудня 2014 у Wayback Machine.] — Cairo)
- SMILES (Стеріохімія не підтримується)
- InChI (із наявними програмами з підтримкою InChI)

Імпорт із:
- Molfile
- SMILES (Стеріохімія не підтримується)
- InChI (Стеріохімія не підтримується)

Додаткові можливості:
- Пошук BKChem-файлів за молекулою або фрагментом
- Підтримка локалізації (на даний момент підтримуються Англійська, Французька, Чеська та Польські мови)
- Можливість написання плаґінів користувачами

## Початкова заставка
Під час завантаження програми на початковій заставці з'являється молекула Тетрагідроканабінолу, одна із психоактивних інгредієнтів коноплі.

## Ланки
- BKChem official website [Архівовано 16 серпня 2007 у Wayback Machine.] (англ.)